# Андреево (Владимирская область)
Андре́ево — посёлок в Судогодском районе Владимирской области России, центр Андреевского сельского поселения.

## География
Расположен в 18 км к востоку от районного центра города Судогды и в 50 км к юго-востоку от Владимира.

## История
Посёлок был основан в 1892 году. Некогда на этом месте среди дремучих лесов был луг, прозванный Андреевским, отчего и пошло название посёлка.
Владимир Храповицкий оборудовал здесь участок под переработку древесины, провёл сюда ветку железной дороги, построил железнодорожную станцию, бараки для рабочих, магазины. В течение всей истории посёлок был центром лесопереработки, славился своими мастерами по работе с деревом.
В 1926 году в посёлке при станции Храповицкая I числилось 128 хозяйств. В 1940—1950-х годах в Андрееве началась добыча полезных ископаемых. В 1947 году Андреево стало рабочим посёлком.
18 октября 2003 года состоялась закладка камня на основание будущего храма-часовни. Службу на закладку нового храма возглавил архиепископ Владимирский и Суздальский Евлогий (Смирнов). 2 января 2007 года состоялось освящение храма.
27 апреля 2005 года решением законодального собрания Владимирской области Андреево утратило статус посёлка городского типа.

## Население
| 1926 | 1959  | 1970  | 1979  | 1989  | 2002  | 2010  | 2021  |
| ---- | ----- | ----- | ----- | ----- | ----- | ----- | ----- |
| 530  | ↗4979 | ↗5816 | ↘5810 | ↘5734 | ↘5326 | ↘3798 | ↘3470 |

## Инфраструктура
В поселке расположена Андреевская средняя общеобразовательная школа (открыта в 1998 году). Постановлением 18 июля 2022 года № 1324 администрации Судогодского района Владимирской области школе в июле 2022 года присвоено имя Героя Российской Федерации Алексея Сергеевича Курганова. В целях увековечивания памяти о подвиге Курганова на школе будет открыта мемориальная доска.
В посёлке также имеются детский сад, клуб, библиотека, поликлиника, отделение почтовой связи.

## Экономика
В посёлке Судогодское карьероуправление (образовано в 1956 году), Андреевский леспромхоз (организован в 1936 году).
Ведётся строительство современного завода по производству силикатного кирпича (пуск в производство в 2011 году).

## Транспорт
Железнодорожная станция Нерудная на ветке от станции Волосатой на линии Ковров — Муром. В 2005 году участок Нерудная — Судогда был разобран.